# Аракі Рьотаро
Аракі Рьотаро (яп. 荒木 遼太郎, нар. 29 січня 2002, Кумамото) — японський футболіст, півзахисник клубу «Токіо».
Виступав за олімпійську збірну Японії.

## Клубна кар'єра
Народився 29 січня 2002 року в Кумамото. Вихованець футбольної команди школи Хігасі Фукуока.
У дорослому футболі дебютував 2020 року виступами за команду «Касіма Антлерс», в якій провів чотири сезони, взявши участь у 88 матчах чемпіонату.  Більшість часу, проведеного у складі «Касіма Антлерс», був основним гравцем команди.
На початку 2024 року був орендований клубом «Токіо».

## Виступи за збірні
2018 року дебютував у складі юнацької збірної Японії (U-16), загалом на юнацькому рівні взяв участь у 2 іграх.
З 2022 року залучається до складу молодіжної збірної Японії. На молодіжному рівні зіграв у 10 офіційних матчах, забив один гол.
2024 року включений до лав олімпійської збірної Японії. У її складі — учасник футбольного турніру на Олімпійських іграх 2024 року в Парижі.

## Титули і досягнення
- Найкращий молодий гравець Джей-ліги:

2021